# Rhododendron calosanthes
Rhododendron calosanthes är en ljungväxtart som beskrevs av Herman Otto Sleumer. Rhododendron calosanthes ingår i släktet rododendron, och familjen ljungväxter. Inga underarter finns listade i Catalogue of Life.